# Uraganul Dorian

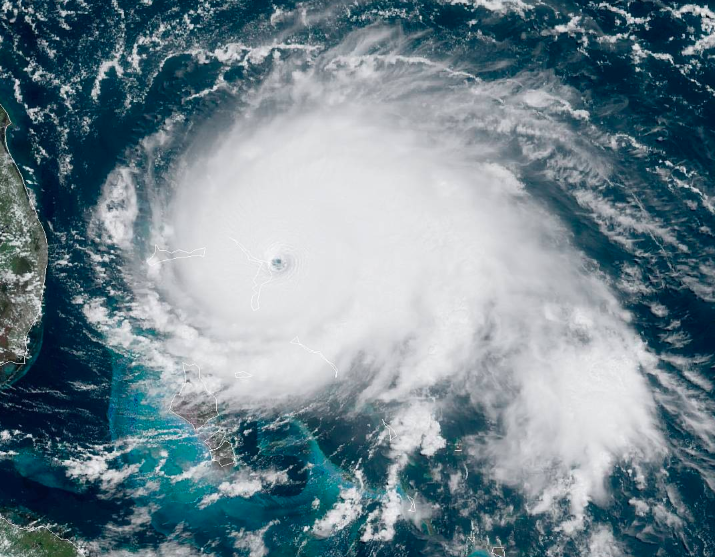
Imagine NOAA a uraganului Dorian în data de 1 septembrie 2019, aproape de momentul maxim al intensității sale

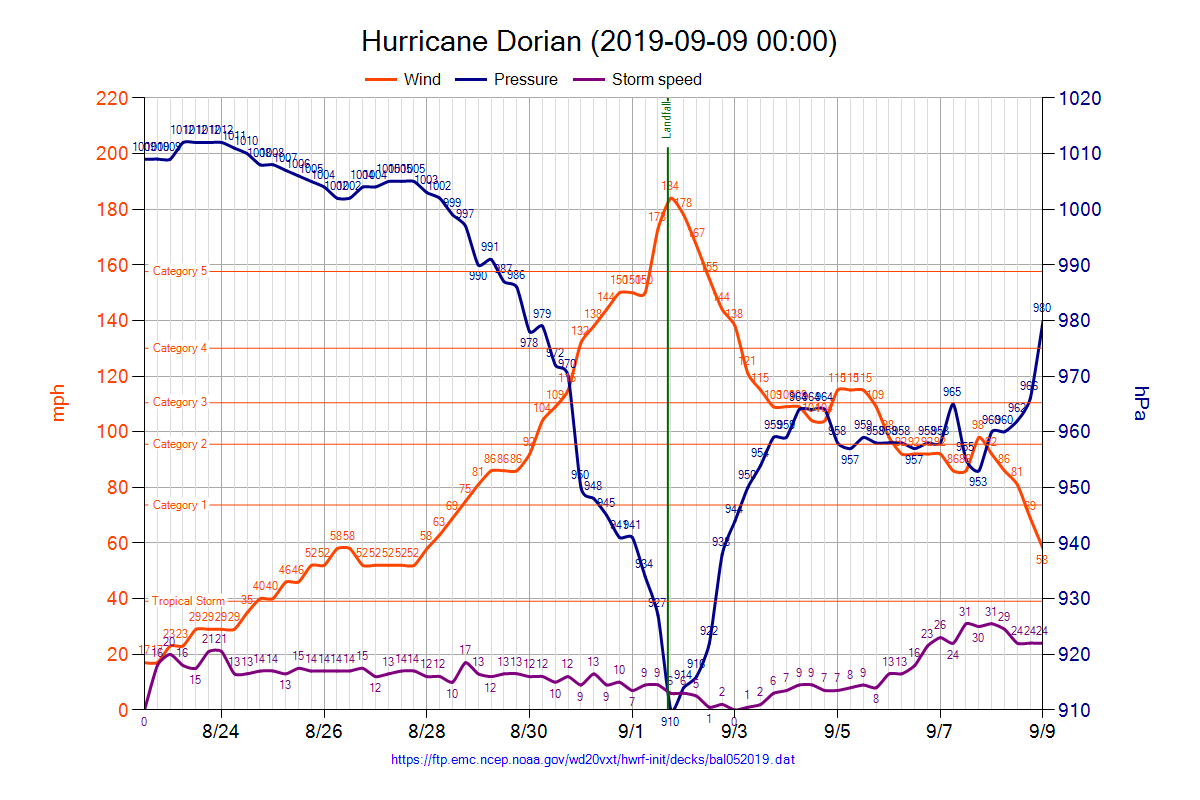

Uraganul Dorian este un uragan care afectează în prezent Bahamas și sud-estul Statelor Unite. A patra furtună din sezonul 2019 care a primit un nume, al doilea uragan și primul uragan major al sezonului de uragane din Oceanul Atlantic din 2019, Dorian s-a dezvoltat dintr-un val tropical pe 24 august în zona Atlanticului Central. Sistemul s-a intensificat treptat în timp ce se îndrepta spre Antilele Mici, înainte de a deveni uragan pe 28 august. A urmat o intensificare rapidă, iar pe 31 august, Dorian a fost clasificat ca uragan de categoria a 4-a. În ziua următoare, Dorian a atins intensitatea categoriei a 5-a, atingând vânturi susținute timp de un minut de 350km/h și o presiune centrală minimă de 682,5 mmHG în timp ce a atins coasta Bahamasului la Elbow Cay, la ora 19:40 (ora României). Dorian a atins coasta Grand Bahama câteva ore mai târziu, având aproape de aceeași intensitate.
În perioada 26–28 august, furtuna a afectat statele și teritoriile din Caraibe devastate de uraganele Irma și Maria în 2017. Au fost luate măsuri de precauție extinse pentru atenuarea pagubelor, în special în Puerto Rico, unde a murit o persoană. Vânturile nocive au afectat în primul rând Insulele Virgine, unde rafalele au atins 179 km/h. În Antilele Mici, impactul furtunii a fost relativ mic. După ce a trecut peste Bahamas, furtuna a devenit una de categoria a 5-a și și-a încetinit considerabil mișcarea de dinainte, rămânând deasupra Insulei Abaco și a Grand Bahama de la 1 septembrie la 3 septembrie. Datorită condițiilor de furtună prelungite și intense, incluzând precipitații abundente, vânturi mari și furturi, daunele din Bahamas au fost importante, mii de case fiind distruse și fiind înregistrate cel puțin cinci decese. Furtuna a început să se îndrepte încet spre nord-nord-vest în dimineața zilei de 3 septembrie. Până la amiaza zilei de 3 septembrie, furtuna a slăbit în intensitate ajungând până la un uragan de categoria a 2-a.
Pregătindu-se pentru uragan, statele americane Florida, Georgia, Carolina de Sud, Carolina de Nord și Virginia au declarat toate starea de urgență și multe ținuturi de coastă din Florida până în Carolina de Nord au emis ordine obligatorii de evacuare.

## Istorie meteorologică
La 19 august 2019, Centrul Național de Uragane (CNU) a identificat un val tropical în cadrul unui muson care s-a aflat peste Guineea și Senegal, în vestul Africii. Activitatea convectivă asociată valului a fost limitată de o abundență de praf saharian în regiune. Propagându-se spre vest peste Oceanul Atlantic tropical, sistemul a rămas dezorganizat timp de câteva zile. La 23 august, s-a consolidat o suprafață definită de presiune joasă și a crescut în intensitate o activitate de furtună. Sistemul a dobândit suficientă convecție organizată pentru a fi clasificat drept Depresiune Tropicală Cinci la ora 15:00 UTC pe 24 august. În acest moment, sistemul era situat la 1.300 km est-sud-est de Barbados. O creastă adâncă a produs mișcarea continuă spre vest a depresiunii, orientând-o spre Antilele Mici. Un mic ciclon, a dezvoltat în curând un miez interior definit cu o caracteristică asemănătoare unui ochi de 18 km. Aceasta a dus la intensificarea sistemului într-o furtună tropicală, moment în care i-a fost atribuit numele Dorian de către CNU. După aceea, forfecarea moderată a vântului și aerul uscat înconjurător au limitat o dezvoltare suplimentară. Norii de ploaie s-au înfășurat treptat în jurul lui Dorian în perioada 25-26 august, deși convecția a rămas inconsistentă.
Dorian a continuat să se deplaseze spre vest și s-a apropiat extrem de aproape de Barbados, având vânturi tropicale puternice și ploi abundente. A început apoi să se deplaseze spre nord-vest spre Sfânta Lucia și să intre în Marea Caraibelor. Furtuna a s-a mutat apoi în centru mai spre nord, spre vestul Martinicăi, insula având parte de vânturi tropicale puternice. S-a prevăzut că Dorian urma să se deplaseze spre nord-vest și să treacă peste sau pe lângă Republica Dominicană sau Puerto Rico,, terenul lor montan urmând să slăbească furtuna tropicală. La acea vreme, era de așteptat ca aerul uscat și forfecarea vântului să-l împiedice pe Dorian să ajungă la statutul de uragan. Cu toate acestea, Dorian a urmat o cale mai nordică decât era de așteptat, determinându-l să treacă spre estul Puerto Rico și să lovească Insulele Virgine Americane. Pe 28 august, Dorian s-a intensificat ajungând uragan de categoriei 1, când s-a apropiat de insula Sfântul Toma din Insulele Virgine americane, unde au fost înregistrate vânturi având forța unui uragan; la 18:00 UTC în acea zi, Dorian a atins țărmul insulei Sfântul Toma având intensitatea categoriei 1. Cu toate acestea, dimensiunile reduse ale uraganului au făcut ca Puerto Rico să nu aibă parte de vânturi cu forță de uragan sau tropical, deși acest lucru nu a fost cazul Insulelor Virgine Spaniole.
Odată ce sistemul s-a deplasat spre nord, pe lângă insulele Virgine, furtuna a intrat într-un mediu mai favorabil. Cu toate acestea, aerul uscat era încă în sistem în urma călătoriei sale prin Marea Caraibelor și prin Antilele Mici. După aceea, nu a mai existat aer uscat, așa că furtuna a început să amestece aerul uscat, iar a doua zi, sistemul a început să se intensifice rapid, ajungând la statutul de categoria a 2-a  la începutul zilei de 30 august. Intensificarea rapidă a continuat, iar furtuna a ajuns în cele din urmă la statutul de uragan major câteva ore mai târziu, în aceeași zi. Această tendință de consolidare s-a oprit pentru restul zilei, dar a fost reluată curând. Sistemul a continuat să se consolideze, iar la 31 august, Dorian a atins statutul de uragan major de categoria a 4-a. Dorian a atins intensitatea categoriei a 5-a în ziua următoare. În dimineața zilei de 1 septembrie, o sondă lansată de o aeronavă a NOAA a măsurat o rafală de 326 km/h la suprafață. Cu un vânt susținut timp de un minut de 290 km/h și o presiune minimă de 686 mmHg, CNU a notat că Dorian a fost cel mai puternic uragan din înregistrările moderne care a afectat nord-vestul Bahamas.
Pe 1 septembrie, la ora 16:40 UTC, uraganul Dorian a atins țărmul insulei Grand Abaco din Bahamas, cu vânturi susținute timp de un minut de 298 km/h,  rafale de vânt 355 km/h și o presiunea barometrică centrală de 683,26 mmHg. Presiunea centrală a furtunii a coborât la 682,5 mmHg în câteva ore, în timp ce Dorian a atins intensitatea maximă în timpul apropierii de coastă. Viteza de înaintare a uraganului Dorian a scăzut în această perioadă, încetinind până la o înaintare spre vest de 8,0 km/h. La ora 2:00 UTC, pe 2 septembrie, Dorian a atins țărmul insulei Grand Bahama, aproape cu aceeași intensitate, cu aceeași viteză susținută a vântului. Furtuna a continuat să se miște foarte lent, în unele puncte, cu doar 1,2 km/h peste Grand Bahama. Efectiv, Dorian s-a oprit asupra Grand Bahama. Dorian a slăbit în intensitate ajungând la un uragan de categoria a 4-a. În absența curenților de direcție semnificativi, Dorian a rămas în staționare. Furtuna a slăbit și mai mult până la intensitatea categoriei a 2-a la ora 15:00 UTC pe 3 septembrie, dar și-a reluat drumul lent spre nord-vest, atingând statul american Florida.